# أشلي (ميزوري)
أشلي (بالإنجليزية: Ashley)‏ هي إحدى المجتمعات الفردية (غير مصنفة) في ولاية ميزوري في الولايات المتحدة الأمريكية.